# John Featley
John Featley (auch: John Fairclough, * ~ 1605; † 1666) war Chorister, ein anglikanischer Geistlicher  und Divine (anglikanischer Kirchenlehrer). Er diente als Chaplain für Karl I. von England. Sein Onkel war der Theologe Daniel Featley.

## Leben
Der Sohn von John Fairclough wurde um 1605 in Northamptonshire geboren. Er wurde als Clerk oder Chorister am All Souls College, Oxford, angenommen und erwarb dort seinen B.A. am 25. Februar 1624. Nach der Ordination 1626 ging er nach St. Kitts als erster Prediger in der Kolonie. Von 1635 bis 1636 war er Curat für seinen Onkel in Lambeth und möglicherweise in Acton. 1639 wurde er Chaplain für Charles I. während des First Bishops’ War. Als sich abzeichnete, das der Englische Bürgerkrieg zu Ungunsten der Royalisten ausgehen würde, überzeugte ihn sein Onkel nach Saint Kitts zurückzukehren. Er schiffte sich mit seiner Frau, Kindern und Bediensteten am 24. Juni 1643 von Tilbury aus ein.
1646 findet man Featley in Vlissingen, Niederlande. Nach der Restoration wurde er am 29. Juni 1660 zum Chaplain Extraordinary to the King ernannt, welcher ihm am 13. August die Precentorship von Lincoln und im September eine Präbende. 1661 wurde er Rector in Langar, Nottinghamshire; später wurde er in der Vicarage (Gemeinde) Edwinstowe, Nottinghamshire, eingesetzt. Am 7. Juni 1661 wurde er durch königliches mandamus als D.D. in Oxford eingeführt.
Featley starb 1666 in Lincoln und wurde in einer Kapelle in der Kathedrale beigesetzt.

## Familie
Der Vater von Featley, John Fairclough, war der ältere Bruder des Theologen Daniel Featley.

## Werke
Featley veröffentlichte mindestens zwei der Traktate seines Onkels, zusammen mit dessen Lebensbeschreibung.
Eigene Werke sind:
- Sermon to the West India Company [on Joshua i. 9], London 1629.
- Obedience and Submission. A Sermon [on Heb. xiii. 17] preached … 8 Dec. 1635,  London 1636.
- A Fountain of Teares emptying itselfe into three rivelets, viz., of (1) Compunction. (2) Compassion. (3) Devotion, Amsterdam 1646; (Neuausgabe 1683). Ein Porträt ist auf der Erstausgabe abgebildet.